# HD55991
HD55991 — хімічно пекулярна зоря спектрального класу
A2 й має видиму зоряну величину в смузі V приблизно  9,1.